# Guelor Dibulana
Guelor Dibulana (Kinshasa, 13 de mayo de 1989 - Kinshasa, 28 de marzo de 2013) fue un jugador de fútbol profesional congoleño que jugaba en la demarcación de portero.

## Biografía
Guelor Dibulana debutó a la edad de 22 años en el FC Nzakimuena. Tras disputar media temporada se fue traspasado en el mercado de invierno al FC Les Stars. Tras jugar durante una temporada rescindió su contrato para fichar por el DC Motema Pembe, club en el que permaneció hasta la fecha de su muerte. 

## Selección nacional
Fue convocado por la selección de fútbol de la República Democrática del Congo para jugar un partido de clasificación para la Copa Mundial de Fútbol de 2014 contra la selección de fútbol de Suazilandia el 1 de noviembre de 2011 en un partido que acabó 1-3. También fue seleccionado para jugar otro partido de clasificación para el mundial contra la selección de fútbol de Camerún el 2 de junio de 2012, partido que acabó 1-0. Aunque fue convocado en dos ocasiones, no llegó a jugar en ningún partido. Su debut con la selección se produjo el 15 de enero de 2012 en un partido amistoso contra Omán que finalizó con empate a dos.

## Muerte
Guelor Dibulana falleció el 28 de marzo de 2013 en Kinshasa junto a otros dos futbolistas Mozart Mwanza y Hugues Muyenge en un accidente de tráfico.

## Clubes
| Club            | País                            | Año         |
| --------------- | ------------------------------- | ----------- |
| FC Nzakimuena   | República Democrática del Congo | 2011 - 2012 |
| FC Les Stars    | República Democrática del Congo | 2012 - 2013 |
| DC Motema Pembe | República Democrática del Congo | 2013        |